# Can Benet (Bigues)
Can Benet, Can Benet Nou o Can Benet del Pla és una masia del veïnat de Vallroja i el Pla, a Bigues (poble del Vallès). És al veïnat de Vallroja i el Pla, al nord-oest del Rieral de Bigues, a llevant del Pla del Vermell. Format aquest veïnat amb les masies de Can Joan, Can Lleuger, Can Lluís, Can Margarins i Ca l'Oncle, quasi agrupades, Can Vermell i les restes de Can Puça una mica més al sud, i Can Piler, més al nord-est.
La masia està catalogada com a Element d'interès municipal per l'ajuntament de Bigues i Riells. Està, igualment, inclosa en el «Catàleg de masies i cases rurals» de Bigues i Riells.
El seu accés és per una pista rural en bon estat que arrenca cap al nord-est del punt quilomètric 23,8 de la carretera BP-1432, a prop de l'extrem nord del Rieral de Bigues. En 700 metres seguint aquesta pista s'arriba a una cruïlla, la segona en poc tros, d'on surt cap al nord-est la pista que mena al costat de llevant del nucli de cases del Pla. Seguint aquesta pista, en quasi 300 metres s'arriba a la fondalada on es troba Can Benet del Pla.